# Дмитровка (Днепровский район)
Дмитровка (укр. Дмитрівка) — село в Днепровском районе Днепропетровской области Украины. Входит в состав Подгородненской городской общины. До реформы 2020 года принадлежал Новомосковскому району.
Код КОАТУУ — 1223286502. Население по переписи 2001 года составляло 238 человек .

## Географическое положение
Село Дмитровка находится в 2-х км от левого берега реки Губиниха, на расстоянии в 2,5 км от села Скотоватое и в 3-х км от села Хуторо-Губиниха.